# Франция на «Евровидении-1958»
Франция принимала участие на «Евровидении 1958», проходившем в  Хилверсюме, Нидерланды, 12 марта 1958 года. На конкурсе страну представлял Андре Клаво с песней «Dors, mon amour». В этом году страна заняла первое место, набрав 27 баллов. Комментатором конкурса от Франции стал Пьер Черния (RTF). Глашатаем от страны выступил Арман Лану.
Клаво выступил в сопровождении оркестра под руководством Франка Пурселя.
На тот момент Андре Клаво считался самым пожилым участником конкурса за все года проведения.

## Национальный отбор
7 февраля 1958 года состоялся финал национального отбора в Gaumont Film Studios в Нёйи-сюр-Сен. Ведущей отбора стала Марианна Лекен. На выбор жюри были представлены 5 композиций, а Андре Клаво был отобран внутренним образом.
| № | Исполнитель    | Песня                 | Место |
| - | -------------- | --------------------- | ----- |
| 1 | Шарль Дюмон    | «Parigi Roma»         | —     |
| 2 | Рене Деносен   | «Héléna»              | 2-е   |
| 3 | Jocelyne Jocya | «Musique magique»     | —     |
| 4 | Юбер Жиро      | «Dors, mon amour»     | 1-е   |
| 5 | André Richin   | «Tape dans tes mains» | —     |

## Страны, отдавшие баллы Франции
Жюри каждой страны из десяти человек распределяло 10 баллов между понравившимися песнями
| Отдали Франции… | Отдали Франции… | Отдали Франции… | Отдали Франции…                              |
| 9 баллов        | 7 баллов        | 6 баллов        | 1 балл                                       |
| --------------- | --------------- | --------------- | -------------------------------------------- |
| Дания           | Австрия         | Италия          | Бельгия Германия Люксембург Швеция Швейцария |

Нидерланды были единственной страной, которая не дала ни одного балла победителю.

## Страны, получившие баллы от Франции
| 3 балла | Австрия Швейцария |
| 2 балла | ФРГ               |
| 1 балл  | Дания Италия      |